# Nyi Shu Gu
Nyi Shu Gu es la nochevieja del año tibetano (29º). Se celebra con diversas tradiciones a las que le prosiguen el año nuevo tibetano: el Losar. El guthuk es una sopa de fideos de la gastronomía tibetana y es común que se sirva durante Nyi Shu Gu. Se trata de thukpa bhatuk (sopa de fideos común) que se convierte en guthuk cuando se come con ingredientes y elementos especiales para Nyi Shu Gu. Nyi Shu Gu es un momento para limpiar y despedirse de las negatividades, obstáculos, impurezas y enfermedades. Es tradicional formar una fogata, así como lo es lavarse. De esta manera, los espíritus malignos son enviados lejos.